# Johann Zeiser
Johann Zeiser, též Jan Zeiser, byl rakouský politik německé národnosti z Haliče, během revolučního roku 1848 poslanec Říšského sněmu.

## Biografie
Roku 1849 se uvádí jako Johann Zeiser, hospodář v obci Laski.
Během revolučního roku 1848 se zapojil do veřejného dění. Ve volbách roku 1848 byl zvolen i na ústavodárný Říšský sněm. Zastupoval volební obvod Majdan. Tehdy se uváděl coby hospodář. Náležel ke sněmovní pravici. Byl jedním z pěti poslanců německé národnosti zvolených v Haliči.